# Jules Dumont d'Urville
El contralmirante Jules Sébastien César Dumont d'Urville (Condé-sur-Noireau, 23 de mayo de 1790 - Meudon, 8 de mayo de 1842) fue un oficial naval, geógrafo, explorador y recolector botánico francés que llevó a cabo varias expediciones a bordo de la corbeta Astrolabe por el Pacífico Sur y el Antártico, realizando campañas de exploración en Australia, Nueva Zelanda, Oceanía y la Antártida.
Es recordado también por haber adquirido la Venus de Milo para el gobierno francés y por perecer, con su familia, en el primer accidente ferroviario en Francia en la localidad de Meudon.

## Biografía

### Infancia
El padre de Dumont, Gabriel Charles François Dumont d'Urville y alguacil de Condé-sur-Noireau (1728-1796) fue, como sus antepasados, responsable de la corte de Condé. Su madre Jeanne Françoise Victoire Julie (1754-1832) provenía de Croisilles, Calvados y era una mujer estricta y formal procedente de una antigua familia de la nobleza rural de la Baja Normandía. Estaba débil y, a menudo enferma. Después de la muerte de su padre cuando tenía seis años, el hermano de su madre, el abad de Croisilles, desempeñó el papel de padre y desde 1798 estuvo a cargo de su educación. El abad le enseñó latín, griego, retórica y filosofía. Desde 1804 Dumont estudió en el Liceo Imperial de Caen. En la biblioteca de Caen, empezó a leer los enciclopedistas y los informes de los viajes de Bougainville, Cook y Anson, y llegó a ser un apasionado acerca de estas cuestiones. A la edad de 17 años suspendió las pruebas físicas del examen de ingreso en la École Polytechnique y decidió alistarse en la marina.

### Primeros años en la marina
En 1807, Dumont fue admitido en la Academia Naval de Brest, donde se presentó como un joven tímido, muy serio y estudioso, poco interesado en las diversiones y mucho más interesado en los estudios que en los asuntos militares. En 1808, obtuvo el grado de candidato de primera clase. [cita requerida]
En esa época, la marina francesa no era más que un descuidado "prima", de una calidad mucho más baja que La Grande Armée de Napoleón y sus barcos fueron bloqueados en sus puertos por el dominio absoluto de la Royal Navy. Dumont fue confinado en tierra como sus colegas y pasó los primeros años en la marina estudiando geografía y lenguas extranjeras. En 1812, después de haber sido promovido a alférez y viéndose aburrido con la vida del puerto y viendo con desaprobación la conducta disoluta de los otros jóvenes oficiales, pidió ser trasladado a Toulon a bordo de la Suffren, pero este barco fue también bloqueado en el puerto.
En ese período Dumont ya era dueño de un conocimiento cultural considerable. Hablaba, además de latín y griego, inglés, alemán, italiano, ruso, chino y hebreo. Durante sus viajes posteriores en el Pacífico, gracias a su prodigiosa memoria, adquirió ciertos conocimientos de una inmensa cantidad de dialectos de la Polinesia y la Melanesia. Aprendió botánica y entomología en las largas excursiones por las colinas de la Provenza y estudió en el cercano observatorio naval.
Finalmente Dumont realizó su primer corto viaje de navegación por el mar Mediterráneo en 1814, cuando Napoleón fue exiliado a la isla de Elba. En 1816, se casó con Adélie Pepin, hija de un relojero de Toulon, que fue abiertamente rechazada por la madre de Dumont, que pensó que era inadecuada para su hijo y se negó a reunirse con ella y, más tarde, con sus nietos.

### En el mar Egeo

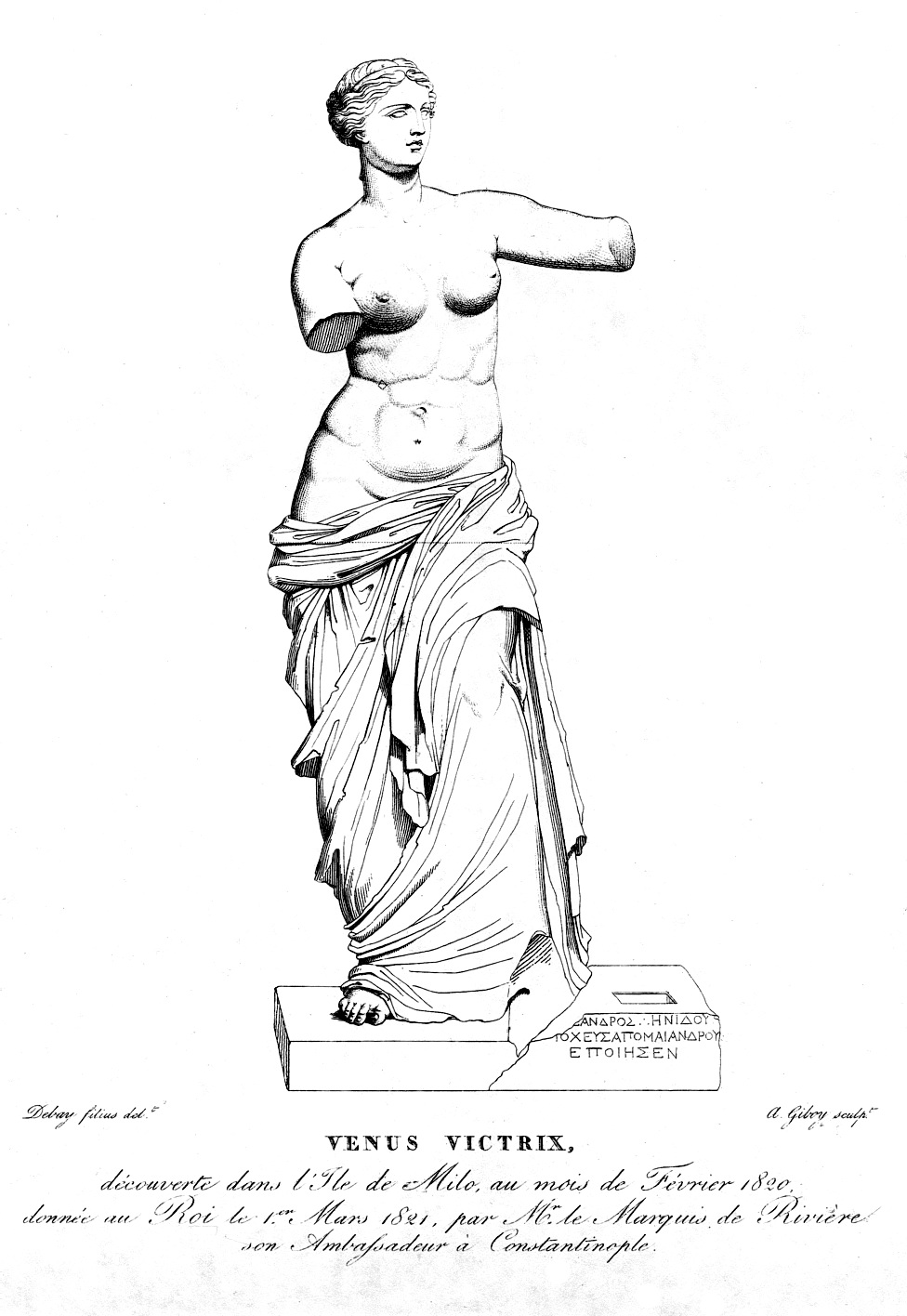
Grabado de portada de «Sur la statue antique de Vénus Victrix: découverte dans l'île de Milo en 1820, transportée à Paris et donée au roi par M. le Marquis de Rivière... »; El grabado muestra la estatua recompuesta antes de que se mostrará al público en 1821 en el Museo Real (actual Museo del Louvre).

En 1819, Dumont d'Urville, navegó a bordo del Chevrette, bajo el mando del capitán Pierre Henri Gauttier Duparc en una expedición científica para llevar a cabo un estudio hidrográfico de las islas del archipiélago griego y en el mar Negro. Durante una escala en la isla de Milos, en el archipiélago de las Cícladas, el representante local de Francia atrajo la atención de Dumont sobre el redescubrimiento de una estatua de mármol unos días antes (8 de abril de 1820) por un campesino local. La estatua, ahora conocida como la Venus de Milo, era una obra maestra que había sido esculpida alrededor del año 130 antes de Cristo. Dumont, reconoció su valor y la adquirió de inmediato, pero el comandante del buque señaló que no había espacio suficiente a bordo para un objeto de su tamaño. Por otra parte, la expedición era probable que procedería a través de mares tormentosos que pudieran dañarla. Dumont entonces escribió al embajador de Francia en Constantinopla acerca de su descubrimiento. El Chevrette llegó a Constantinopla el 22 de abril y Dumont logró convencer al embajador para que adquiriese la estatua.
Mientras tanto, el campesino había vendido la estatua a un sacerdote, Macario Verghis, que deseaba presentarla como un regalo a un intérprete para el sultán de Constantinopla. El representante del embajador francés llegó justo cuando la estatua estaba siendo cargada a bordo de un barco con destino a Constantinopla y persuadió a las autoridades locales para anular la venta y mantener la primera oferta. Gracias a ello Dumont ganó el título de Chevalier (caballero) de la Légion d'honneur, la atención de la Academia de Ciencias Francesa y el ascenso a teniente y Francia, una nueva y magnífica estatua para el Louvre de París.

## El viaje delCoquille(1822-1825)

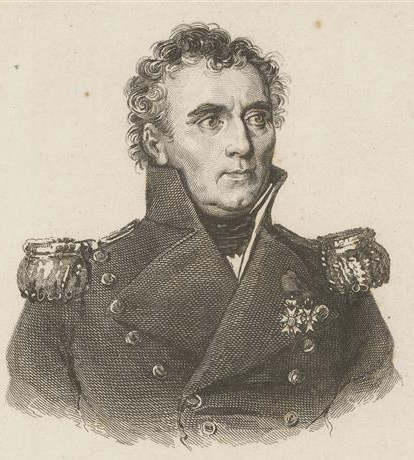
Louis Duperrey, capitán del Coquille (1822-1825).

A su regreso de la travesía de la Chevrette, Dumont fue enviado al archivo naval donde se encontró al recién ascendido capitán Louis Isidore Duperrey (1786-1825), un conocido del pasado que ya había realizado como hidrógrafo un viaje alrededor del mundo en el Uranie (1817-1820). Los dos empezaron a planificar una expedición de exploración en el Pacífico, una zona que Francia había sido forzada a abandonar durante las guerras napoleónicas. Francia consideraba que podría ser capaz de recuperar parte de sus pérdidas mediante la absorción de parte de Nueva Gales del Sur. En agosto de 1822, la corbeta Coquille zarpó de Toulon con el objetivo de realizar una vuelta al mundo y recopilar información científica y estratégica, tanta como fuera posible en la zona a la que se le enviaba. Duperrey fue nombrado comandante de la expedición, porque era cuatro años mayor que Dumont,  lieutenant de vaisseau, que era su segundo al mando.
La Coquille (en español, «concha» o «cáscara»), era una gabarra ligera construida en los astilleros de Toulon en 1811, con casco de madera y propulsión a velas, que había sido botada el 9 de julio de 1814. Fue reparada y acondicionada para largos viajes como nave de expediciones científicas y fue reclasificada como una cobeta. Tenía 31,57 m de manga, 18,48 m de eslora, un calado de 4,25 m y 380 toneladas.
Viajaban en el Coquille René-Primevère Lesson (1794-1849) como médico naval y naturalista; Prosper Garnot y Joseph Paul Gaimard (1796-1858), como cirujanos; Charles Hector Jacquinot (1796-1879), guardamarina que participaba como astrónomo; y Victor Charles Lottin (1795-1858), como hidrógrafo.
Partieron de Toulon el 11 de agosto de 1822 y se dirigieron primero a la isla de la Soledad, cerca de Chile. Su expedición fue un éxito, sin pérdida de vidas humanas y con importantes resultados científicos. Nombraron y, y Presentaron por primera vez en un mapa como un archipiélago único las islas Gilbert, que nombraron por vez primera en reconocimiento a un capitán británico, tras haber realizado el primer trabajo cartográfico de las islas, junto con el almirante ruso de origen estonio, Adam Johann von Krusenstern.
En el regreso a Francia, en marzo de 1825, Lesson y Dumont llevaron de vuelta una imponente colección de los animales y plantas recolectados en las islas Malvinas, en las costas de Chile y Perú, en los archipiélagos del Pacífico y Nueva Zelanda, Nueva Guinea y Australia. Dumont tenía entonces 35 años y una mala salud. A bordo del Coquille, se había comportado como un oficial competente, pero más bien abrupto, poco dispuesto a socializar y algunas veces con una vergonzosa falta de interés en su condición física y médica y en los consejos higiénicos. Al regresar a Francia, Duperrey fue ascendido a capitán de fragata, mientras que el ascenso de Dumont fue pospuesto y ascendido después a un rango inferior, tras haber activado sus mejores relaciones, incluso pese a haber tenido mejor comportamiento. Esto preocupó mucho a Dumont en los años siguientes.

### Colección
En el Coquille, Dumont trató de conciliar sus responsabilidades como segundo en el mando con su necesidad de llevar a cabo una labor científica. Estuvo a cargo de llevar a cabo investigaciones en los campos de la botánica y la entomología. El Coquille llegó a Francia con especímenes de más de 3000 especies de plantas, 400 de ellas previamente desconocidas, enriqueciendo, además, el Muséum national d'histoire naturelle de París con más de 1200 especímenes de insectos, que comprendían unas 1100 especies de insectos (incluyendo 300 especies desconocidas). Los científicos Georges Cuvier y François Arago analizaron los resultados de sus búsquedas y elogiaron a Dumont.
Dumont publicó diversos informes científicos y una Flora de las Malvinas (en latín). A su vez, Lesson y Garnot, publicaron Voyage autour du monde exécuté… sur la corvette… La Coquille pendant les années 1822, 1823, 1824 et 1825… (París, en seis volúmenes, 1826-1830).

## El primer viaje delAstrolabe(1826-1830)

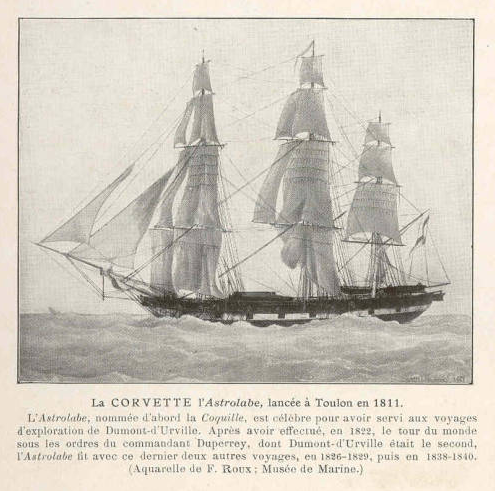
La corbeta Astrolabe. (Acuarela de F. Roux: Museo de la Marina.).

Dos meses después de regresar en el Coquille, Dumont se presentó en el Ministerio de Marina con un plan para una nueva expedición, de la que esperaba el mando, ya que su relación con Duperrey se había deteriorado. La propuesta fue aceptada por el conde Chabrol de Crousol, entonces ministro de Marina, que le confió, con el grado de capitán de fragata, de nuevo la Coquille —rebautizada para la ocasión como Astrolabe, en honor de la nave de La Pérouse— con la misión de explorar Oceanía y fue enviado al océano Pacífico para realizar campañas de reconocimiento de las costas de Nueva Guinea, Nueva Zelanda y otras islas. El 22 de abril de 1826, Dumont d'Urville zarpó de Toulon como comandante del Astrolabe para una segunda circunnavegación del mundo, que estaba destinada a durar cerca de tres años y que también tenía como tarea la búsqueda de La Perouse.
El nuevo Astrolabe bordeó la costa sur de Australia, llevando a cabo nuevos levantamientos cartográficos de la isla Sur de Nueva Zelanda, llegó a los archipiélagos de Tonga y de Fiyi, realizó los primeros mapas de las islas Lealtad (parte de la francesa Nueva Caledonia) y exploró las costas de Nueva Guinea. Se identificó el sitio del naufragio de La Pérouse en Vanikoro (una de las islas Santa Cruz, parte del archipiélago de las Islas Salomón) y recogió numerosos restos de sus botes. El viaje continuó con la cartografía de una parte de las islas Carolinas y de las Molucas. El Astrolabe volvió a Marsella durante los primeros meses de 1829 con una carga impresionante de trabajos hidrográficos y colecciones zoológicas, botánicas y mineralógicas, que estaban destinadas a tener una gran influencia en el análisis científico de esas regiones. (Joseph Paul Gaimard le acompañó también en este viaje).
Su expedición de 36 meses proporcionó a la geografía y la navegación el reconocimiento positivo de más de 4000 leguas marinas (aproximadamente, una legua marina de la época tenía 5556 km) de la costa menos conocido del mundo, en Nueva Irlanda, Nueva Inglaterra y Nueva Guinea; aseguró la posición de cerca de 200 islas e islotes, de los cuales sesenta nunca habían sido representados en mapas. Descubrió las islas Fiyi, trazó un mapa de las islas Lealtad, realizó un levantamiento de las costas de Nueva Zelanda, llevó a cabo una exploración de las islas de Tonga y de las Molucas. Reconoció, después del explorador inglés Peter Dillon, en la isla de Vanikoro, el lugar probable del naufragio y la muerte de Jean-François de La Pérouse.
Las enormes colecciones recolectadas durante todo el curso de la campaña fueron depositadas en el Museo de Historia Natural y el Museo Marítimo se enriqueció con un número considerable de objetos de los pueblos visitados.
Reunió una gran cantidad de materiales valiosos para la geografía y la botánica, que se publicaron con el título de Voyage de l’Astrolabe [El viaje del Astrolabio] (13 volúmenes en 8.º, 1830 y años siguientes), y algunos de los resultados de su investigación fueron muy criticados por el erudito François Arago por su vaguedad.
En 1831 escribió un artículo científico de gran trascendencia para la geografía en la revista de la Sociedad de Geografía de París, en el cual realizó la primera sectorización geográfica de Oceanía dividiéndola en cuatro regiones: Polinesia, Micronesia, Melanesia e Insulindia (conocida hasta entonces como Malaya) que distinguían esas culturas del Pacífico y los diferentes grupos de islas de Oceanía. Estableció, también por primera vez, el límite entre Asia y Oceanía el cual transcurre a través de los estrechos de Malaca y Luzón incluyendo en Oceanía la totalidad de archipiélago Malayo. A pesar de que esa subdivisión es ahora considerada inoperante por biogeógrafos, lingüistas y arqueólogos, sigue siendo utilizada en la actualidad.

## 1830 y los años en desgracia

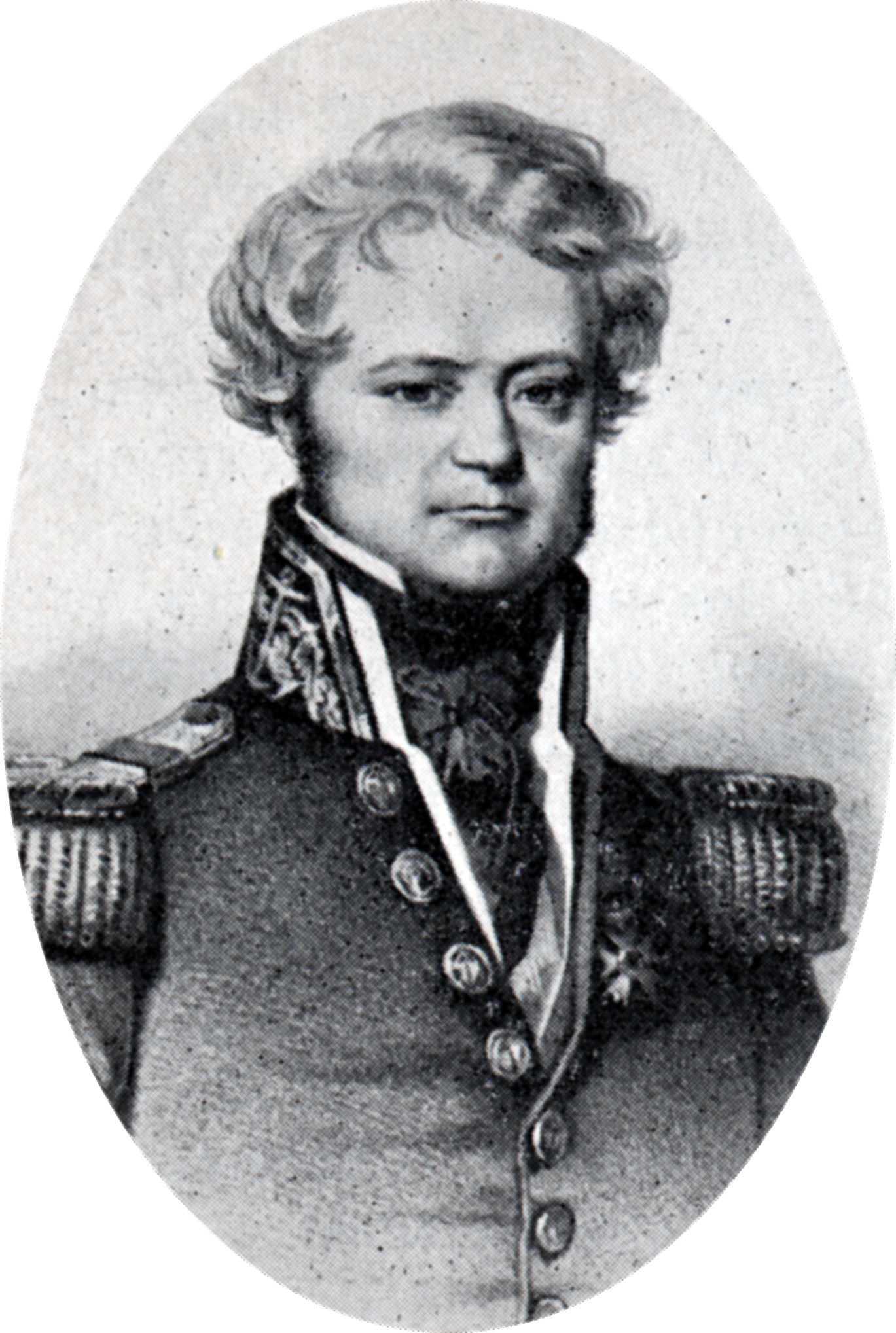
Retrato de Jules dumont D'urville (circa. 1830).

La salud de Dumont estaba ya debilitada por años de una dieta pobre. Sufría problemas de riñón y de estómago y ataques intensos de gota. Durante los primeros trece años de su matrimonio, la mitad de ellos pasados lejos, Adéle y Jules tuvieron dos hijos. El primero murió a una edad temprana, mientras que su padre estaba a bordo del Coquille y el segundo, también llamado Jules, al retornar su padre después de cuatro años de ausencia. Dumont fue nombrado comandante de la nave que llevó a Carlos X a tierras extranjeras tras la Revolución de Julio. Obtuvo el reconocimiento del gobierno británico del nuevo pabellón francés y, a su regreso, hizo la proposición de reclamar a Inglaterra los restos de Napoleón I.
Durante varios años, la Monarquía de Julio (1830-1848) dejó apartado a Dumont d'Urville en un descanso que parecía una caída en desgracia. Dumont d'Urville pasó un breve período con su familia antes de regresar a París, donde fue ascendido a capitán y fue puesto a cargo de la redacción del informe de sus viajes. Los cinco volúmenes fueron publicados a expensas del gobierno francés entre 1832 y 1834. Durante esos años d'Urville, que ya era un mal diplomático, se volvió más irascible y rencoroso, como consecuencia de la gota, y perdió la simpatía de los dirigentes navales. En su informe, criticó duramente las estructuras militares, sus colegas, la Academia de Ciencias de Francia e incluso al rey Luis Felipe —ninguno de los cuales, en su opinión, había dado el debido reconocimiento al viaje del Astrolabe.
En 1835, Dumont fue dirigido a regresar a Toulon para participar en un trabajo oscuro y pasó dos años, marcados por tristes acontecimientos (en particular la pérdida de una hija de cólera) y acontecimientos felices (sobre todo el nacimiento de otro hijo, Émile), pero con el pensamiento constante y casi obsesivo de una tercera expedición al Pacífico, análoga al tercer viaje de James Cook. Volvió a mirar las notas de viaje del Astrolabe, y encontró un hueco en la exploración de Oceanía y, en enero de 1837, escribió al Ministerio de Marina sugiriendo la posibilidad de una nueva expedición al Pacífico.

## El segundo viaje del Astrolabe (1837-40)

Ruta del segundo viaje del Astrolabe (1837-1840)

El rey Luis Felipe aprobó el plan y las instrucciones fueron preparadas por Claude du Campe de Rosamel (1774-1848), entonces ministro de la Marina y las Colonias. Se le ordenó que el objetivo de la expedición era el Polo Sur Magnético y reclamarlo para Francia, y si ello no fuera posible, la expedición de Dumont debería igualar la latitud más al sur de los 74°34′ S alcanzados en 1823 por James Weddell. Así, Francia se convirtió en parte de la competencia internacional por la exploración polar, junto con los Estados Unidos y el Reino Unido.
Dumont no quedó muy satisfecho con las modificaciones introducidas en su propuesta. Tenía poco interés en la exploración polar y prefería mejor las rutas tropicales. Pero pronto su vanidad se hizo cargo y vio la oportunidad de conseguir un objetivo de prestigio. Se prepararon dos barcos para el viaje en Toulon, el Astrolabe y el Zélée (en español, el Celoso). En el curso de los preparativos Dumont también fue a Londres para adquirir documentación e instrumentación, reuniéndose con el oceanógrafo del Almirantazgo Británico, Francis Beaufort y con el presidente de la Royal Geographical Society, John Washington, ambos firmes partidarios de las expediciones británicas al Polo Sur.
Ambos barcos tenían una tripulación de 65 hombres: el Astrolabe tenía como capitán a Jules Dumont d'Urville, jefe de la expedición; como segundo, al teniente de navío Gaston de Roquemaurel; a Balardier du Mas, como teniente; como cirujanos, a Jacques Bernard Hombron y Louis Le Breton; como preparador anatómico, a Pierre Dumoutier; como ingeniero hidrógrafo a Clément Adrien Vincendon-Dumoulin; y como secretario a César Desgra. A su vez, el Zelée, tenía como capitán a Charles Hector Jacquinot; como segundo, al teniente de navío Joseph-Fidèle-Eugène du Bouzet; como cirujanos a Élie Le Guillou y a Honoré Jacquinot; como dibujante, a Ernest Goupil (reemplazado a su muerte el 4 de enero de 1840 en Hobart-Town por Louis Le Breton, cirujano de 3.ª clase del Astrolabe).

### Primer contacto con la Antártida

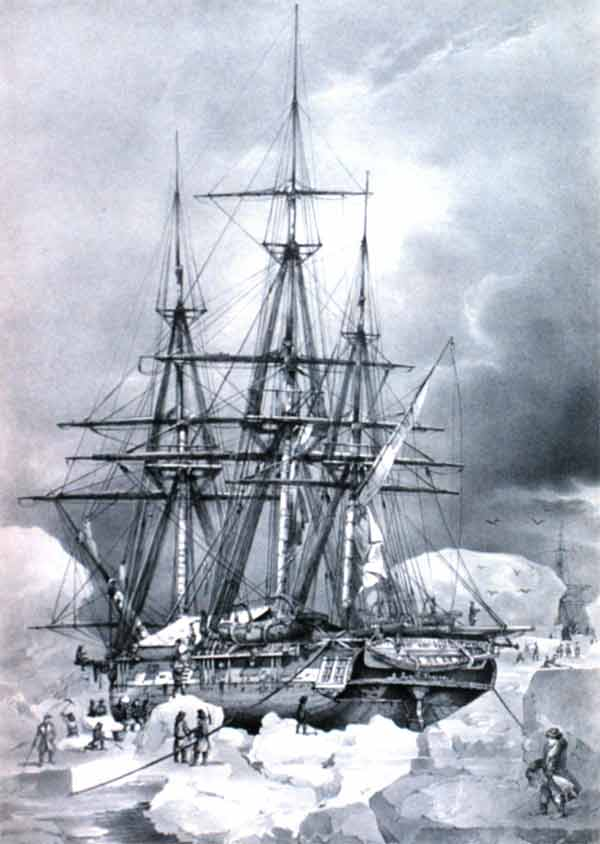
El Astrolabe tomando agua en un témpano el 6 de febrero de 1838.

El Astrolabe y el Zélée zarparon de Toulon el 7 de septiembre de 1837, después de tres semanas de retraso respecto a los planes de Dumont. Sus objetivos eran alcanzar el punto más al sur que fuera posible en esa época de la temporada en el mar de Weddell, para pasar luego a través del estrecho de Magallanes; luego viajaría remontando la costa de Chile hasta poner rumbo a Oceanía con el objetivo de inspeccionar las nuevas colonias británicas en el oeste de Australia; proseguirían navegando a Hobart y continuarían a Nueva Zelanda para encontrar oportunidades para los balleneros franceses y examinar los lugares en que pudiera establecerse una colonia penal. Después de pasar por las Indias Orientales, la misión tendría que doblar el cabo de Buena Esperanza y estar de vuelta en Francia.
Al poco de iniciada la travesía parte de la tripulación participó en una pelea de borrachos y fueron detenidos en Tenerife. Se realizó una breve escala en Río de Janeiro para desembarcar a un oficial enfermo. Durante la primera parte del viaje también hubo problemas de aprovisionamiento, en particular por la carne en mal estado que afectó a la salud de la tripulación. A finales de noviembre, las embarcaciones llegaron al estrecho de Magallanes. Dumont pensaba que tenía tiempo suficiente para explorar el estrecho en tres semanas, teniendo en cuenta los precisos mapas elaborados por Phillip Parker King en el HMS Beagle entre 1826 y 1830, antes de dirigirse de nuevo al sur.
Dos semanas después de ver su primer iceberg, el Astrolabe y el Zélée se vieron de nuevo frente a una masa de hielo el 1 de enero de 1838. La misma noche, la banquisa impidió al convoy continuar hacia el sur. En los siguientes dos meses Dumont hizo intentos cada vez más desesperados para encontrar un pasaje a través del hielo que le permitiera llegar a la latitud deseada. Durante un tiempo los buques intentaron mantener un canal libre de hielo, pero poco después se quedaron atrapados de nuevo, tras un cambio de viento. Fueron necesarios cinco días de trabajo continuo para abrir un corredor en el hielo para liberarse.
Después de llegar a las islas Orcadas del Sur, la expedición se dirigió directamente a las islas Shetland del Sur y al estrecho de Bransfield. A pesar de la espesa niebla, encontraron algo de tierra apenas esbozada en los mapas, que Dumont llamó Terre de Louis-Philippe (ahora llamada Tierra de Graham), el grupo de islas del archipiélago de Joinville y la isla Rosamel  (ahora llamada isla Andersson). Las condiciones a bordo se habían deteriorado rápidamente: la mayoría de la tripulación tenía síntomas evidentes de escorbuto y las cubiertas principales estaban cubiertas por el humo de los fuegos de los barcos y los malos olores se hicieron insoportable. A finales de febrero de 1838, Dumont admitió que no era capaz de continuar hacia el sur, y siguió dudando de la latitud real alcanzada por Weddell. Por lo tanto, dirigió las dos naves hacia Talcahuano, en Chile, donde estableció un hospital temporal para los miembros de la tripulación afectados por el escorbuto (38 casos en el Zélée y 20 en el Astrolabe).

### En el océano Pacífico
Durante los meses de exploración del Pacífico hicieron escala en puertos en varias islas de la Polinesia. A su llegada a las islas Marquesas, la tripulación encontró maneras de socializar con los isleños. La conducta moral de Dumont fue irreprochable, pero proporcionó una descripción muy resumida de algunos incidentes de su estancia en Nuku Hiva en sus informes. Siguieron por Tahití, Samoa, las islas Viti, Vanikoro, las Salomón y las Carolinas, las islas Pelew y Mindanao, las Celebes y las Molucas y los mares de Indonesia. Durante el viaje desde las Indias Orientales a Tasmania parte de la tripulación se perdió por las fiebres tropicales y la disentería (14 hombres y 3 oficiales); pero para Dumont el peor momento durante la expedición fue en Valparaíso, donde recibió una carta de su esposa que le informó de la muerte de su segundo hijo de cólera. Adéle tristemente le pedía que volviese a casa, y esa demanda coincidió con un deterioro en su salud: Dumont estaba cada vez más aquejado por los ataques de gota y los dolores de estómago.
El 12 de diciembre de 1839 las dos corbetas desembarcaron en Hobart, donde los enfermos y los moribundos eran tratados. Dumont fue recibido por John Franklin, entonces gobernador de Tasmania y que ya había tenido experiencias en campañas de exploración en del Ártico, del que supo que los barcos de la expedición norteamericana dirigida por Charles Wilkes estaban atracados en Sídney esperando para zarpar hacia el sur. (John Franklin y su tripulación desaparecerán desafortunadamente en la tristemente célebre expedición perdida de Franklin en el Ártico en 1845).
Viendo la reducción constante de las tripulaciones, diezmadas por las desgracias, Dumont expresó su intención de partir esta vez hacia la Antártida con solo el Astrolabe, para intentar llegar al polo sur magnético alrededor de la longitud 140° Profundamente herido, el capitán Jacquinot le instó a que contratasen sustitutos (casi todos desertores de un ballenero francés anclado en Hobart) y le convenció para que reconsidere sus intenciones. El Astrolabe y la Zelée zarparon de Hobart el 1 de enero de 1840; el plan de Dumont era muy simple: ir de cabeza al sur tanto como lo permitiesen las condiciones del viento.

### Volviendo al Sur

Ruta del Astrolabe desde Hobart (1839-40).

Los primeros días de la travesía supusieron cruzar veinte grados y una corriente occidental; a bordo hubo más desgracias, incluida la pérdida de un hombre. Cruzando el paralelo 50°S, experimentaron inesperadas caídas en la temperatura del aire y del agua. Después de completar el cruce de la Convergencia Antártica, el 16 de enero, a los 60°S avistaron el primer iceberg y dos días más tarde los barcos se encontraron en medio de una masa de hielo. El 19 de enero la expedición cruzó el círculo polar antártico, con celebraciones similares a las ceremonias de cruce del Ecuador, y vieron tierra esa misma tarde.
Los dos barcos navegaron lentamente hacia el oeste, bordeando las paredes de hielo, y en la tarde del 21 de enero algunos miembros de la tripulación desembarcaron en una isla rocosa e izaron la bandera tricolor francesa. Dumont la llamó punta Geología (Pointe Géologie) y la tierra más allá, Terre Adélie (Tierra Adelia), en honor a su esposa.
En los días siguientes a la expedición siguió lo que presumían era la costa. Vieron el bergantín estadounidense Porpoise, de la Expedición de Exploración de los Estados Unidos (United States Exploring Expedition), comandada por Charles Wilkes, pero fueron incapaces de comunicarse y desapareció en la niebla. El 1 de febrero Dumont decidió regresar y pusieron rumbo al norte hacia Hobart, que los dos barcos alcanzaron 17 días después. Estaban presentes en la llegada los dos barcos de la expedición a la Antártida de James Clark Ross.
El 25 de febrero, las goletas zarparon hacia las islas Auckland, donde llevaron a cabo mediciones magnéticas y dejaron una placa conmemorativa de su visita (como había hecho anteriormente también el comandante de la Porpoise), en la que anunciaron el descubrimiento del Polo Sur Magnético. Volvieron a través de Nueva Zelanda, vía el estrecho de Torres, Timor, Réunion, Saint Helena y, finalmente, Toulon, regresando el 6 de noviembre de 1840, siendo la última expedición francesa de exploración a vela. En el transcurso de la expedición se habían perdido 25 vidas, de ellas 5 oficiales, habían desertado 13 personas y 14 más habían desembarcado.

### Regreso a Francia

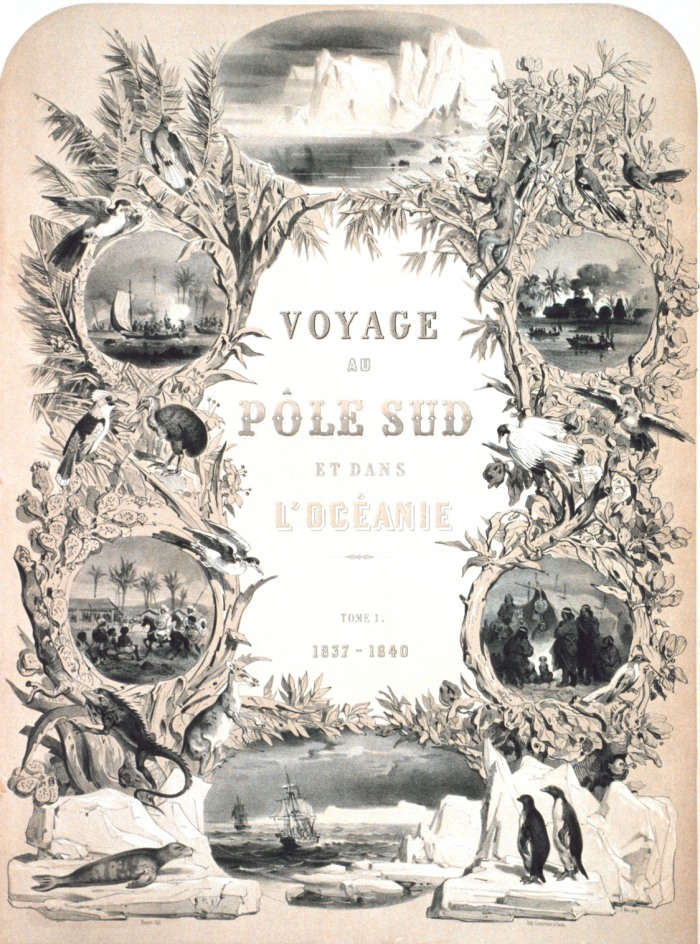
Frontispicio de: Voyage au pole sud et dans l'Oceanie

A su regreso, Dumont d'Urville, fue ascendido a contralmirante y se le concedió la medalla de oro de la Sociedad de geografía de París (más adelante llegó a ser su presidente). A continuación, se hizo cargo de la redacción del informe de la expedición,  Voyage au pôle Sud et dans l'Océanie sur les corvettes l'Astrolabe et la Zélée 1837-1840 [Viaje al Polo Sur y Oceanía en las corbetas Astrolabe y Zélée 1837-1840], que fueron publicados entre 1841 y 1854 en 24 volúmenes, más otros siete volúmenes con ilustraciones y mapas.
En esos volúmenes participaron también otros naturalistas, como Honoré Jacquinot (1815–87) —hermano de Charles Héctor, médico y naturalista que viajaba en la Zelée— y Jacques Bernard Hombron (1798-1852) —también cirujano y naturalista— que se ocuparon de la descripción de plantas y animales; Jacques Pucheran (1817-1894) zoólogo, que dirigió la parte relativa a la ornitología,

## Muerte y legado

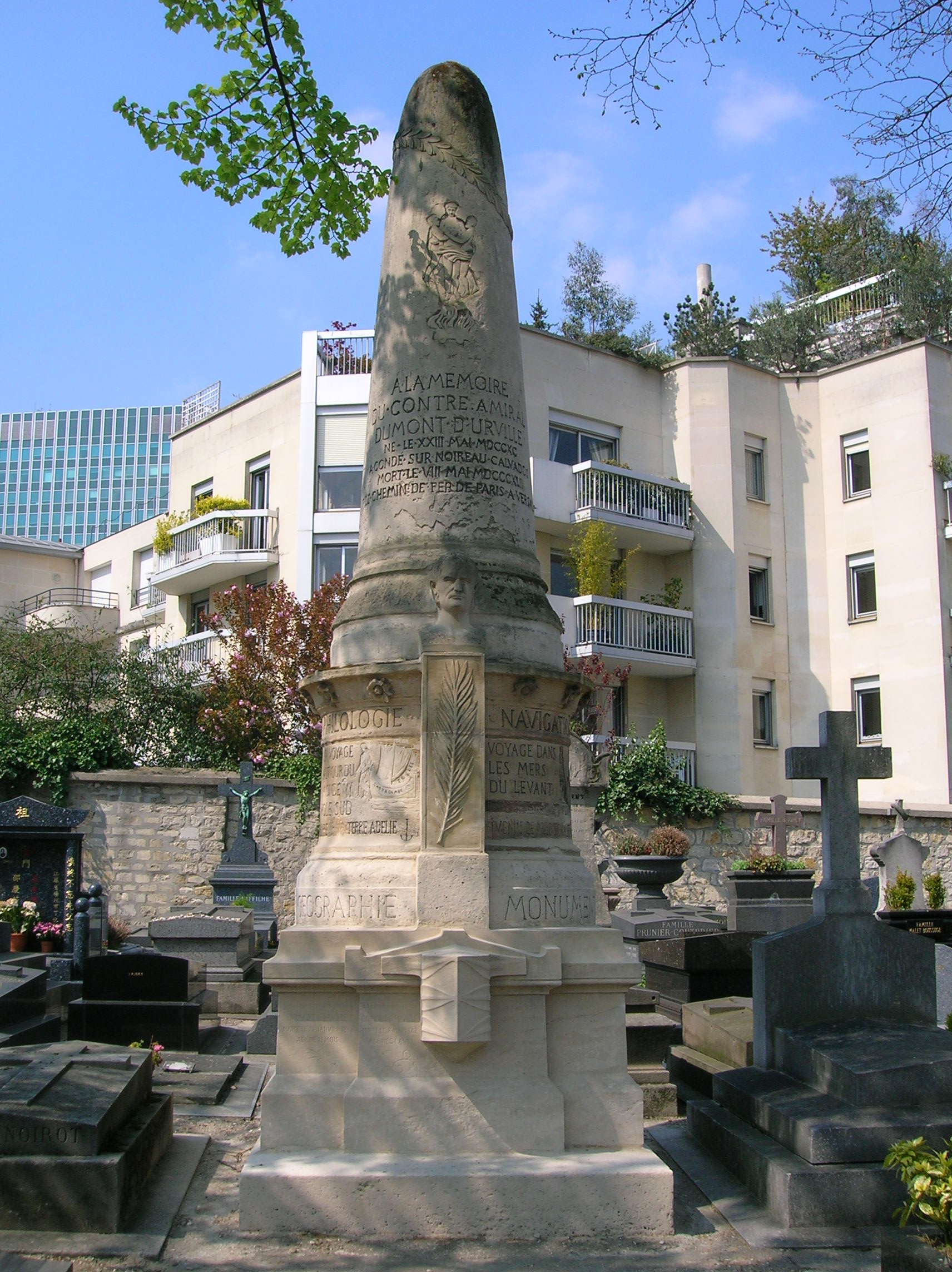
Tumba de Jules Dumont d'Urville en el cementerio de Montparnasse.

El 8 de mayo de 1842 Dumont, su mujer y su hijo, murieron en el que fue el primer accidente ferroviario en Francia, en Meudon. Subieron a un tren de Versalles a París después de ver unos juegos acuáticos celebrando al rey y cerca de Meudon la locomotora del tren descarriló. Los vagones volcaron y el carbón de la parte delantera del tren se incendió. Toda la familia Dumont murió en las llamas del primer accidente de ferrocarril francés, generalmente conocido como "el choque de trenes de Versalles". Los restos de Dumont fueron identificados por Dumontier, el médico del Astrolabe y un frenólogo. Dumont fue enterrado en el cementerio de Montparnasse en París.
Esta tragedia acabó con la práctica en Francia del bloqueo de los pasajeros en sus compartimentos de tren. El accidente fue investigado por el célebre ingeniero ferroviario Albert Auguste Perdonnet, que por entonces era el encargado del material de la línea en la que se produjo el descarrilamiento.
Fue el autor de The New Zealanders: A story of Austral lands, probablemente la primera novela de ficción sobre personajes maoríes.
Fue miembro de la Academia de las Ciencias, Artes y Literatura de Caen.

## Homenajes

### Eponimia
Varios accidentes fueron nombrados en su honor, en especial los siguientes:
- en reconocimiento de sus muchos y valiosos sondeos, se le dio su nombre al mar de Urville, cerca de las costas de la Antártida
- la isla D'Urville, la más septentrional de las islas del grupo del archipiélago de Joinville, en la Antártida
- el monte d'Urville (1 085 m), en la costa nordoccidentale de la península Luigi Filippo
- el monumento d'Urville (576 m), en el extremo suroccidental de la isla Joinville
- el muro d'Urville (720 m, al norte del glacial David, en la cadena Príncipe Alberto en Tierra de Victoria
- el cabo d'Urville, Irian Jaya, Indonesia
- la Isla D'Urville, en Nueva Zelanda

También hay algunas plantas y algas que lleva su nombre:
- Familia Durvilleaceae, de algas pardas de la Antártida y, dentro de esta familia, la especie Durvillaea antarctica

Géneros botánicos
- (Sapindaceae) Urvillea Kunth[17]

Especies, 125, entre ellas
- (Alliaceae) Allium urvillei Heldr. & Sart. ex Heldr.[18]
- (Aspleniaceae) Scolopendrium durvillaei Bory[19]
- (Asteraceae) Centaurea urvillei d. C.[20]
- (Cyperaceae) Costularia urvilleana (Gaudich. ex Boeckeler) Kük.[21]
- (Dryopteridaceae) Aspidium durvillaei Bory[22]
- (Myrtaceae) Decaspermum urvillei (d. C.) A.J.Scott[23]
- (Pandanaceae) Freycinetia urvilleana Hombr. & Jacquinot ex Decne.[24]
- (Piperaceae) Artanthe durvilleana Miq.[25]
- (Poaceae) Cynodon durvillaei Raspail[26]
- (Ranunculaceae) Ranunculus urvilleanus Cheeseman[27]
- (Scrophulariaceae) Veronica urvilleana (W.R.B.Oliv.) Garn.-Jones[28]
- (Urticaceae) Elatostema urvilleanum Brongn.[29]

También recibió su nombre una de las dos bases científicas que Francia mantiene en la Antártida, en Tierra Adelia, la estación Dumont d'Urville. Tiene también una calle cerca de los Campos Elíseos, en el 8.º distrito de París, así como un instituto en Toulon.

## Obras de Dumont d'Urville
El relato de sus viajes fue publicado en 24 volúmenes con seis volúmenes de las ilustraciones. D'Urville publicó numerosos artículos en diarios y revistas científicas de la época.

### Obras publicadas en vida
- Enumeratio plantarum quas in insulis Archipelagi aut littoribus Ponti-Euxini, annis 1819 et 1820, París, Causette, 1822;
- Enlèvement de Vénus Dumont d'Urville – Marie-Louis-Augustin Demartin du Tyrac, conde de Marcellus y Olivier Voutier (reeditado en 1994);
- Flore des Îles Malouines, imprimerie de Lebel, 1825. Texto en el sitio «Gallica»: ;
- Voyage autour du monde: exécuté par ordre du Roi sur la corvette de Sa Majesté "la Coquille" pendant les années 1822, 1823, 1824 et 1825, sous le ministère et conformément aux instructions de S.E.M. le Marquis de Clermont-Tonnerre, ministre de la marine; et publié sous les auspices de Son Excellence Mgr le Comte de Chabrol, par M. L. I. Duperrey, capitaine de frégate, chevalier de Saint-Louis et membre de la légion d'honneur, commandant de l'expédition, 6 volumes in-4.º accompagnés de quatre Atlas, formant au moins 376 planches, dont 230 environ coloriées, dessinée et gravées par les meilleurs artistes; Arthus Bertrand, París, 1826-1828. 12 volúmenes grandes en 8.º, 600 planchas o cartas. Compuesto por:
  - Histoire du voyage, de Dumont d'Urville (5 vol. y un Atlas);
  - Météorologie, magnétisme, température de la mer, de Arago (1 vol.);
  - Botanique, de MM. d'Urville, Bory de Saint-Vincent et Adolphe Brongniart (1 vol.) Texto en el sitio Gallica: Hydrophytes, cryptogamie, Phanérogamie, Atlas, Atlas.
  - Zoologie, de MM. Quoy et Gaimard (5 vol.)
  - Entomologie, de Dr Boisduval (1 vol.)
  - Hydrographie de Dumont d'Urville (Atlas)
- Voyage de Découvertes de L'Astrolabe exécuté par ordre du Roi pendant les années 1826-1827-1828-1829 sous le commandement de M. J. Dumont d'Urville, J. Tastu, 1832-1834. Texto en el sitio «Gallica»: Botanique, de A. Lesson y Achille Richard, 1832 ;
- Voyage pittoresque autour du monde (París, 1834, dos volúmenes de texto y un vol. de grabados, en 8.°)
- Analyse du Voyage au Congo et dans l'Afrique équinoxiale de M. Douville, La France littéraire, junio de 1832. Texto en el sitio «Gallica»:

### Obras póstumas
- Voyage au Pôle sud et dans l'Océanie sur les corvettes "l'Astrolabe" et "la Zélée", exécuté par ordre du Roi pendant les années 1837-1838-1839-1840 sous le commandement de M. J. Dumont-d'Urville, capitaine de vaisseau. Publié par ordonnance de Sa Majesté, sous la direction supérieure de M. Jacquinot, capitaine de vaisseau, commandant de "La Zélée", rédigé à partir du tome 4 par Clément Adrien Vincendon-Dumoulin, hydrographe de l'expédition, París, Gide éditeur, 1842-1846, 24 volúmenes en 8.º y 7 atlantes en folio). Texto en el sitio «Gallica»: (ver advertencias Tomo 4 pag 1 a 4): tome 1,tome 2, tome 3, tome 4, tome 5, tome 6, tome 7, tome 8, tome 9, tome 10.

- La abreviatura «d'Urv.» se emplea para indicar a Jules Dumont d'Urville como autoridad en la descripción y clasificación científica de los vegetales.[30]